# Aeroporti in Lussemburgo
Questa voce contiene un elenco degli aeroporti in Lussemburgo, ordinati per luogo.
| Nome                      | Località    | ICAO | IATA |
| Aeroporto del Lussemburgo | Lussemburgo | ELLX | LUX  |
| Aeroporto di Noertrange   | Noertrange  | ELNT |      |